# 西武バス狭山営業所
西武バス狭山営業所（せいぶバスさやまえいぎょうしょ）は、埼玉県狭山市柏原に位置する西武バスの営業所。狭山市・入間市周辺を中心に路線バスを運行しており、日高市・飯能市内にも乗り入れる。
コミュニティバスの運行受託も行っており、狭山市内循環バス「茶の花号」、入間市内循環バス「てぃーろーど」の運行を担当する。過去には日高市内循環バス「せせらぎ号」（廃止）も受託していた。

## 沿革
1975年、狭山市内のバス路線が発達してきたことを受け、狭山台団地そばに新設される。開設にあたって当時の川越営業所管轄路線のうち、狭山市内をメインに運行する路線が移管された（狭山台に開設された狭山営業所は、便宜上ここでは「旧・狭山営業所」と記す）。
その後数年間は飯能駅西方にあった飯能支所を管轄するが、1989年4月1日に現行の飯能営業所の体制となり、旧・狭山営業所より独立する。
1994年、狭山台にあった旧・狭山営業所の所管を、ほぼ全系統が川越営業所に統合する形で一時廃止し、旧・狭山営業所敷地は西武観光バス営業所敷地として使用する。2002年9月、狭山工業団地一角の現在地に新たに営業所敷地を造成して移転。飯能・川越の両営業所一部路線を移管して新・狭山営業所が発足した。主に西武新宿線狭山市駅西口を発着する路線を受け持つ（2002年に開設された狭山営業所は、便宜上ここでは「新・狭山営業所」と記す）。

## 現行路線
上記のとおり、停留所名や路線解説内の「旧・狭山営業所」「新・狭山営業所」は便宜上の記載である。実際の車内路線図・案内放送や停留所・道路地図などでは使用されない。

### 狭山市駅西口 - サイボク方面
- 狭山21：狭山市駅西口 - 埼玉石心会病院 - 市民会館 - 西武柏原入口 - 下宿 - サイボク
- 狭山21-1：狭山市駅西口 - 市民会館 - 西武柏原入口 - 下宿 - サイボク（平日朝と夕〜夜及び土休日に運行）

以前は一つ手前の「柏苑」停留所が「埼玉牧場」と名乗り折り返していたものを、2004年に日帰り入浴施設が開業したのを受けて「サイボクまきばの湯」と改称して一区間延伸したものである。「サイボク」とはハムの製造を行う埼玉種畜牧場という会社の愛称（埼玉種畜牧場＝埼牧＝サイボク）で、2002年に日高市の自社牧場を山梨県南巨摩郡へ移転し、跡地に天然温泉を掘り当てて「サイボク天然温泉」として活用することとなった。「まきばの湯」に隣接してサイボク本店や工場、レストラン、自社製造品の直売コーナー、温泉スタンドがあり、休日などには家族連れや団体客で賑わう。その後2013年に「サイボクまきばの湯」が閉館（翌2014年に「天然温泉花鳥風月」と名前を変えて営業再開）したため、同年2月1日に停留所名を「サイボクハム」に変更、さらに2019年3月16日より「サイボク」に名称変更して現在に至る。2023年には埼玉種畜牧場の社名もサイボクに変更された。
2016年3月26日より、狭山21-1系統（市民会館経由）を新設。
2017年11月1日の埼玉石心会病院移転に伴い、2017年11月2日から全便が新富士見橋経由から埼玉石心会病院・市民会館経由へ経路変更（狭山21-1は埼玉石心会病院に入らない）。この改正に合わせ、経由する路線がなくなる「水天宮前」停留所の廃止や従来なかった狭山21-1の土休日便が運行開始するなどの変更が見られた。

### 狭山市駅西口 - 西武柏原ニュータウン方面
- 狭山24：狭山市駅西口 - 埼玉石心会病院 - 市民会館 - 西武柏原入口 - 柏原ショッピングセンター - 西武柏原ニュータウン
- 狭山24-1（2代）[注釈 1]：狭山市駅西口 - 市民会館 - 西武柏原入口 - 柏原ショッピングセンター - 西武柏原ニュータウン（朝・夕〜夜と日曜日午前中・夕〜夜に運行）

2017年11月1日埼玉石心会病院移転に伴い、2017年11月2日から全便が新富士見橋経由から埼玉石心会病院・市民会館経由へ変更。（狭山24-1は埼玉石心会病院に入らない）
2013年10月16日から、狭山24-1系統と同じ路線での深夜バスの運行を開始したが、2020年8月31日をもって廃止された。

### 狭山市駅西口 - つつじ野団地 - 日生団地方面
- 狭山22：狭山市駅西口 - 新富士見橋 - つつじ野団地中央 - 日生団地
- 狭山22直通：狭山市駅西口 - 新富士見橋 -（直通）- 日生団地
- 狭山22-1：狭山市駅西口 - 新富士見橋 - つつじ野団地中央 - 日生団地 - 狭山工業団地 - 武蔵野学院大学
- 狭山22-1直通：狭山市駅西口 - 新富士見橋 -（直通）- 日生団地 - 狭山工業団地 - 武蔵野学院大学
- 狭山29：狭山市駅西口 - 新富士見橋 - つつじ野団地中央 - 日生団地 - 狭山工業団地 - 智光山公園
- 狭山29直通：狭山市駅西口 - 新富士見橋 -（直通）- 日生団地 - 狭山工業団地 - 智光山公園
- 狭山29-1：狭山市駅西口 - 新富士見橋 - つつじ野団地中央 - 日生団地 - 狭山工業団地 - 狭山営営業所
- 狭山29-1直通：狭山営業所 → 狭山工業団地 → 日生団地 →  (直通) → 新富士見橋 → 狭山市駅西口
- 深夜：狭山市駅西口 → 新富士見橋 → つつじ野団地中央 → 日生団地 → 狭山工業団地 → 狭山営業所 → 柏原ショッピングセンター → 西武柏原ニュータウン

狭山市駅からつつじ野団地・日生団地・智光山公園方面へ向かう。系統数が大変多いが、ダイヤの大半が（つつじ野団地経由）日生団地発着便と智光山公園発着便で占めている。武蔵野学院方面は平日（月 - 土曜）の通学時間帯のみ、営業所系統は始終発時間帯を中心に少数運行されている。これらは狭山市西南部地域に所在するつつじ野団地界隈の住宅地や県立高校への輸送も併せて行なうため、狭山市駅から新富士見橋を渡って広瀬通りを経由する。
2013年10月16日から深夜バスの一部が変更となり、日生団地行きが設定されたが、2020年8月31日をもって廃止された。
「（直通）」は、早朝夜間と通学時間（一部）に、埼玉県道50号所沢狭山線と狭山中央通りを通って最短経路で運行される便を指す。この直通便は旧・狭山営業所時代から、つつじ野団地内を通らずに新富士見橋・上広瀬郵便局前間を短絡し営業運行している。この直通便が設定された理由として、以下の点が挙げられる。
1. つつじ野団地の造成・分譲前は現在の直通と同経路で狭山市駅 - 日生団地を運行していたが、この経路が直通として活用される。
2. 直通便を運行する理由は、朝はつつじ野団地経由の狭山市駅への車両・本数を確保するために狭山市駅から車両を早く返すため、夕方・夜間は狭山市駅への通勤客の時間短縮を図っているためである。
3. 上記2.に加え、昭和末期から旧・狭山営業所管内で高校の新設、住宅地・工業団地の開発といった、路線バスにとっての追い風が吹き続けた。現在でも需要度は高く、限られた車両数の中でフル動員するために、利用者が少ない地区と時間は必要最低限だけ運行し、他は直通として効率的な運用と乗務員確保を必要とするため。
4. 旧・狭山営業所では、かつて旧・狭山営業所 - 日生団地の回送ダイヤの他に狭山台団地 - 狭山市駅西口線が運行していた。早朝出庫で駅に着いたバスは狭山22（直通・日生団地行き）へ変わり、少しでも早く日生団地へ向かわせる「送り込み」を行なうため。

深夜バスは、狭山市駅西口発の団地・住宅地路線の大多数を網羅した運行経路で、運転開始当時のPRパンフレットには、運行経路と停車する停留所全てとそれぞれの深夜バス運賃が書かれている。利用できる定期乗車券は、下記路線の定期券が利用出来ると併せて記載されている。
1. 狭山市駅西口 - 智光山公園
2. 狭山市駅西口 - 埼玉牧場（深夜バス開設当時。現・サイボク）
3. 狭山市駅西口 - 西武柏原ニュータウン
4. 狭山市駅西口 - 日生団地

### 狭山市駅西口 - 稲荷山公園駅方面
- 狭山28：狭山市駅西口 - （狭山）市役所入口 - 住宅入口 - 稲荷山公園駅

一時期の運行休止期間を経て、1987年に運行が再開された。運行休止前は下諏訪経由で運行されており、また稲荷山公園駅ロータリーが整備されていなかったため、西武池袋線踏切手前の道路上で転回していた。後述の狭山27同様、西武新宿線と西武池袋線の駅間を結ぶが、運行距離が短いために運賃が低廉である。

### 狭山市駅西口 - 入間市駅方面
- 狭山27：狭山市駅西口 - 下諏訪 - さやま地域ケアクリニック - 入間黒須団地 - 入間市駅

2011年11月16日のダイヤ改正で、新・狭山営業所が担当する本数は朝1本のみとなり他は飯能営業所で担当していたが、2019年3月16日のダイヤ改正より全便が狭山営業所の担当へ再編された。

### 狭山市駅西口 - グリーンハイツ・飯能駅北口方面
- 狭山20：狭山市駅西口 - 新富士見橋 - 上広瀬 - 根岸新道 - 狭山グリーンハイツ
- 狭山25：狭山市駅西口 - 新富士見橋 - 上広瀬 - 根岸新道 - 根岸坂上 - 下川崎 - 上平松 - 中居 - 飯能駅北口
- 狭山26：狭山市駅西口 - 新富士見橋 - 上広瀬 - 根岸新道 - 笹井 - 岩沢新町 - 東飯能駅東口 - 車庫前 - 飯能駅北口

狭山市駅から上広瀬・根岸新道を経由してグリーンハイツ・飯能駅へ向かう。狭山20は、1991年（平成3年）に入間川に架かる豊水橋近くに造成された狭山グリーンハイツへの新規路線として、飯能営業所管轄でスタートした。
狭山26は、西武・JR東飯能駅再開発事業により、従来の東飯能駅改札側を西口、新設された市役所方面への改札を東口とし、従来の飯能駅 - 中央通り - 東飯能駅入口から、飯能駅 - （国際興業バス）車庫前へのルート変更と東飯能駅東口経由が行われた。

### 新狭山駅北口 - 柏原ニュータウン - かすみ野 - 笠幡駅方面
- 新狭11：新狭山駅北口 - 至聖病院 - 西武柏原ニュータウン - 柏原北 - かすみ野 - 笠幡駅
- 新狭11-1：新狭山駅北口 - 至聖病院 - 西武柏原ニュータウン - 柏原北 - かすみ野
- 新狭11-2：新狭山駅北口 - 至聖病院 - 西武柏原ニュータウン

笠幡線の母体は、2代・狭山24-2である。川越管轄時代に2代・狭山23に延長・新設されたが、いるまがわ大橋の開通により、発着する西武線側の駅・系統番号・経路が変更され、現在に至る。

### 武蔵藤沢駅 - 入間扇町屋団地 - 入間市駅方面
- 藤01：武蔵藤沢駅 - 安川新道口 - 西武グリーンヒル - 入間扇町屋団地 - 入間市役所 - 入間市駅
- 藤02：武蔵藤沢駅 - 安川新道口 - 西武グリーンヒル - 入間扇町屋団地
- 藤03：武蔵藤沢駅 - 藤沢南小学校 - 安川電機前 - 入間扇町屋団地
- 藤01深夜：武蔵藤沢駅 → 安川新道口 → 西武グリーンヒル → 入間扇町屋団地 → 入間市役所 → 入間市駅（平日のみ運行）

武蔵藤沢駅 - 入間扇町屋団地までの折返し便をメインに運行している。開通時は武蔵藤沢駅 - 西武グリーンヒルで運行されていたが、入間扇町屋団地の完成に伴い1983年9月1日に延長された。グリーンヒル開通時は飯能が管轄していたが、新・狭山営業所開設時に移管された。2012年6月30日に深夜バスが設定された。
2017年3月25日より、安川電機前を通る「藤03」の運行が開始された。

### 飯能駅・東飯能駅 - メッツァ線
- m01：飯能駅北口 - メッツァ（直行・飯能営業所・国際興業バス飯能営業所・イーグルバス川越営業所と共同運行）
- m02：東飯能駅東口 - メッツァ（直行・飯能営業所・国際興業バス飯能営業所・イーグルバス川越営業所と共同運行、2020年3月31日より運行休止中）

2018年11月8日より運行開始。西武バスの定期券や一日乗車券は使用不可。

### コミュニティバス
入間市コミュニティバス「てぃーろーど」
狭山市コミュニティバス「茶の花号」

## 廃止路線

### 旧・狭山営業所担当路線
- 狭山19：狭山市駅西口 - 新富士見橋 - 根岸新道 - 豊水橋 - 春日神社 - 黒須 - 霞橋 -（←豊岡町）- 入間市駅

飯能支所が管轄していた入市35（初代）：飯能駅 - 笹井 - 豊水橋 - 入間市駅線の廃止代替として、1989年4月1日に新設された。運行開始から数年間は系統番号が無かったが、狭山32と同時期に付与された。1994年の川越営業所統合により廃止された。
- 狭山23（初代）：狭山市駅西口 - 新富士見橋 - 日高カントリークラブ - 高萩駅 - 日高団地入口 - 高倉 - 脚折 - 下新田 - 坂戸駅

八高線から距離のある地域を南北に結ぶ、貴重な交通機関。通過する国道407号の渋滞による定時運行が厳しくなり、運行本数減回を経て、1994年の川越営業所統合に伴い廃止された。
- 狭山27：狭山市駅西口 → 水道庁舎前 → 下諏訪 → 狭山警察署[注釈 5] → 入間市駅

2012年の狭山市駅西口周辺の再開発事業完了に伴う経路変更により、現・狭山27（入間市駅方向）とほぼ同一の経路である。なお、水道庁舎前は現・社会福祉会館、狭山警察署は現・入間黒須団地バス停である。
- 狭山28-2：稲荷山公園駅 → 住宅入口 → 新富士見橋 → 西武柏原入口 → 西武柏原ニュータウン（狭山市駅を経由しない）

1992年4月に新設された。狭山系統ながら狭山市駅へ寄らずに新富士見橋へ向かっていたため、直通扱いとして運行していた。時刻表にも「狭山市駅通過」などの断り書きを添えたダイヤが掲示されていた。
- 狭山30：狭山市駅東口 - 富士見 - 井戸窪 - 西武狭山台ハイツ - 狭山台二丁目 - 狭山台団地
- 狭山31：狭山市駅東口 - 富士見 - 御狩場 - 狭山台南 - 狭山台公民館入口 - 狭山台団地
- 狭山32：狭山市駅西口 - 市役所入口 - 狭山市役所 - 富士見 - 井戸窪 - 西武狭山台ハイツ - 狭山台二丁目 - 狭山台団地

唯一市役所を経由する路線だったが、1998年の狭山市内循環バス開業を経て、狭山市駅西口 - 狭山台団地の出入庫ダイヤの必要性がなくなり廃止された。
- 川越61（初代）：川越駅西口 - 南大塚駅入口 - 柏原ショッピングセンター - 西武学園文理高校（急行・狭山環状有料道路経由）
- 川越61（2代）：川越駅西口 - 西武学園文理高校（急行・八瀬大橋経由）

1992年4月8日に川越駅から柏原地区の私立学園の足として開通。当初は一般客の乗降も行われ、狭山有料環状道路料金所で通行料金を支払って運行した。狭山環状有料道路経由が数年間運行された後、八瀬大橋経由へ変更され廃止された。
系統番号が同じ現行の川越営業所管轄の川越61系統：川越駅西口 - 南大塚駅線とは全く関連がない。
- 入市31：入間市駅 - 人事院 - 保谷硝子 - 二本木 - 農協前 - 箱根ケ崎駅

青梅市日向和田に存在した青梅営業所管轄の入市31の早朝ダイヤを1往復のみ応援で担当していた。

### 新・狭山営業所担当路線
- 狭山28-1：稲荷山公園駅 - 住宅入口 - 狭山市駅西口 - 新富士見橋 - 西武柏原入口 - 西武柏原ニュータウン

西武文理学園通学者が狭山市駅を利用し、同駅の混雑緩和対策が急務となったため新設したが、運行本数が少なく沿線住民が通勤・通学として利用できるダイヤではなかったため、2007年3月6日に廃止された。
- 狭山24：狭山市駅西口 - 七夕通り商店街 - 新富士見橋 - 西武柏原入口 - いるまがわ大橋 - 西武柏原ニュータウン
- 狭山21：狭山市駅西口 - 七夕通り商店街 - 新富士見橋 - 西武柏原入口 - 下宿 - サイボクハム

上記2系統は2017年11月1日の埼玉石心会病院移転に伴い、同日を以て廃止。以後、埼玉石心会病院経由の狭山21,狭山24にそれぞれ代替された。
- 飯51：飯能駅北口 - 中山 - 宮沢湖

宮沢湖にある西武グループの娯楽施設への足として運行していたが、2006年4月1日に並走路線であった飯53（飯能駅 - 宮沢湖 - 高萩駅）、飯53-1（飯能駅 - 高萩駅 - ひだか団地）のイーグルバス移管に伴い、以降は土曜・休日の1往復のみの運行となった。またイーグルバスとの共通乗車券の取扱いは未実施であった。2011年11月16日に飯能営業所から狭山営業所へ移管され車両も変更となった。
2018年10月28日をもって廃止された。
日高市コミュニティバス「せせらぎ号」
- 東コース（北廻り）：日高市役所 - ひだか団地 - 高萩駅 - 高麗川団地 - 高麗川駅 - 日高市役所
- 東コース（南廻り）：日高市役所 - 女影 - 高萩駅 - 大谷沢 - 高麗川団地 - 総合福祉センター - 高麗川駅
- 東コースおはよう便・ゆうやけ便：日高市役所 - 下鹿山 - 高麗川団地第一折返場
- 日高市内循環バス「せせらぎ号」

日高市が運行していたコミュニティバス。1996年10月1日運行開始。飯能営業所から移管。東コース（せせらぎ号イースト）を担当していたが、2007年3月31日をもって廃止された。
専用車両として、西武バスでは初となる日野・リエッセのリフトバス（改造車）が1台導入された。
入間市健康福祉センター直行バス
- 入間市駅 - 入間市役所 - 入間扇町屋団地 - 西武グリーンヒル - 健康福祉センター（左記停留所以外は無停車）

2018年1月30日をもって、入間市コミュニティバス「てぃーろーど」に統合された。

## 移管路線
- ぶし01：仏子駅 - 中橋 - 樋ノ上 - 西武ぶしニュータウン入口 - ぶしニュータウン南[注釈 6] - 新光中央公園 - 西武ぶしニュータウン

ぶしニュータウン線は、入間市にある西武池袋線仏子駅と同市北部のぶしニュータウンを結ぶ路線であり、開通は1983年である。住宅地と駅を結ぶ性格に加え、新光工業地域への通勤の足としての使命も併せ持っている。
1989年4月1日の飯能営業所開設時に、営業所のある美杉台と仏子駅の間の出入庫路線で東京都道・埼玉県道195号富岡入間線を通るぶし02（仏子駅 - 阿須 - 岩渕 - 美杉台小学校 - 美杉台ニュータウン）が開業した。おおむね15分〜30分間隔（日中は毎時2本30分間隔）での運行。
2010年12月1日の西武自動車と西武バスとの合併に伴い、当路線も西武バスの運行に移管された。2011年11月16日にぶし01は飯能営業所から狭山営業所へ移管されたが、ぶし02は飯能営業所所管のまま残され、2016年3月に廃止された。
2012年6月30日のダイヤ改正時に金曜のみ運行の深夜バスが設定されたが、2019年3月16日のダイヤ改正で廃止となり、同時に約7年半ぶりに飯能営業所担当へ再移管された。

## 車両
2016年からいすゞ･エルガの新造投入が始まり、2013年登録の三菱ふそう･エアロスターの大量転入もあり、一世を風靡した日産ディーゼル車は貸切用1596号車を残すのみとなった。
2024年には、滝山から初のハイブリッドバスとしていすゞ･エルガA3-664号車が転入した。なお、低公害バスとして2016年まで、日産ディーゼル製のCNGノンステップバス（UA452、西工車体）が在籍していた。

小型車は、コミュニティバス用として日野自動車製のリエッセ、ポンチョが在籍し、狭山市内循環バス「茶の花号」（リエッセ、ポンチョ）、入間市内循環バス「てぃーろーど」（ポンチョ）で使用されている。予備車として、西武カラーのポンチョも1台存在している。過去には日産ディーゼル・RN（富士重工8E、西工96MC）も在籍した。

かつて運行受託していた日高市内循環バス「せせらぎ号」には、西武バス・国際興業バスともに専用車のリエッセ（KC-RX4JFAA）が使用され、前扉は通常の折戸式、中扉は2枚引戸（国際興業の車両は1枚引戸）の車椅子用リフトバスが使用されていた。中扉は車椅子の乗降のみに使用し、それ以外の乗客は前乗り前降りであった。外装デザインは両社同一で、運行会社名と路線を表す「せせらぎ号イースト・ウエスト」の文字の違いがある程度だった。西武バスの車両は、運行開始当初より担当していた飯能営業所からの転入車である。

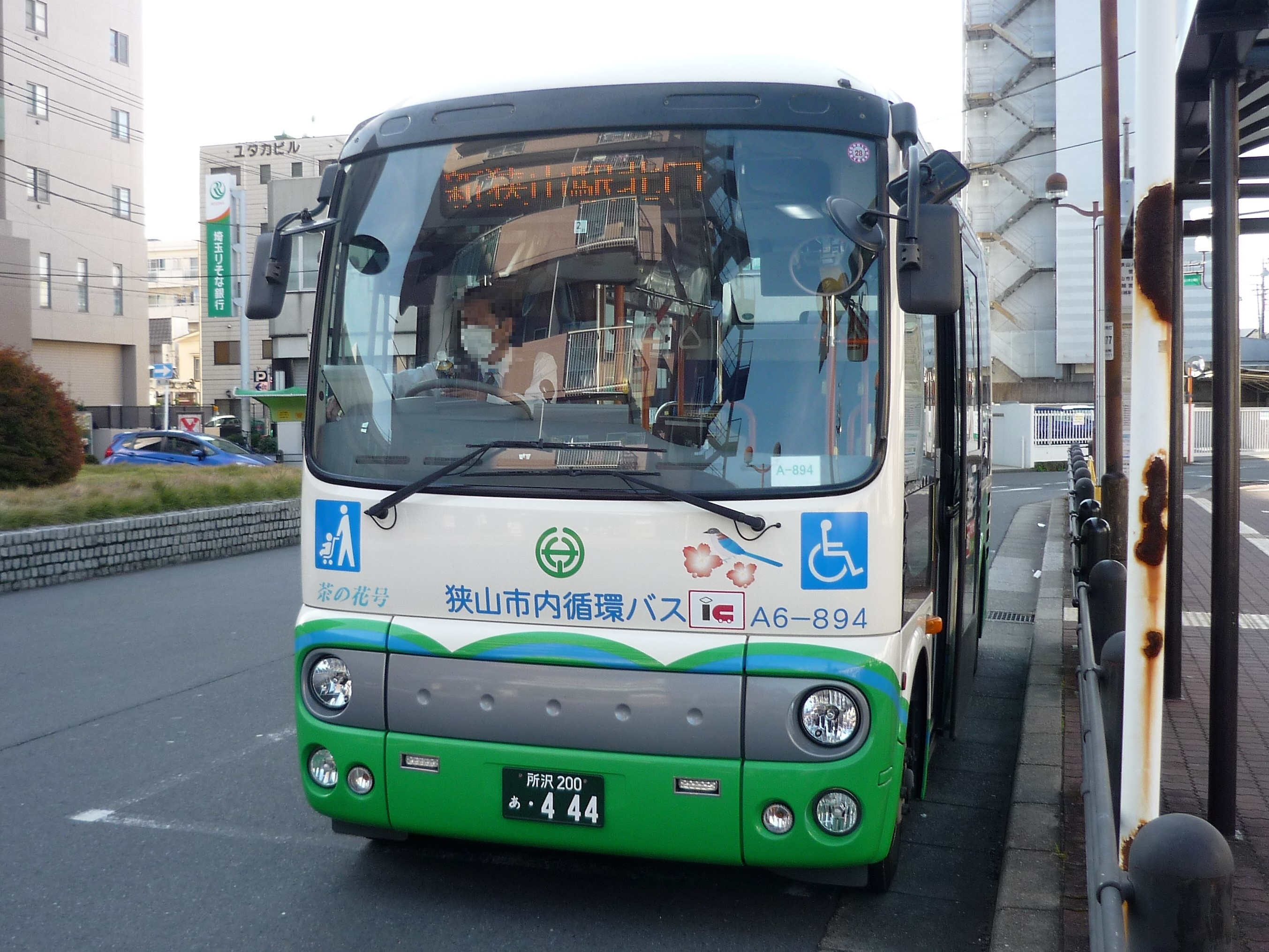
狭山市内循環バス「茶の花号」前面（A6-894）
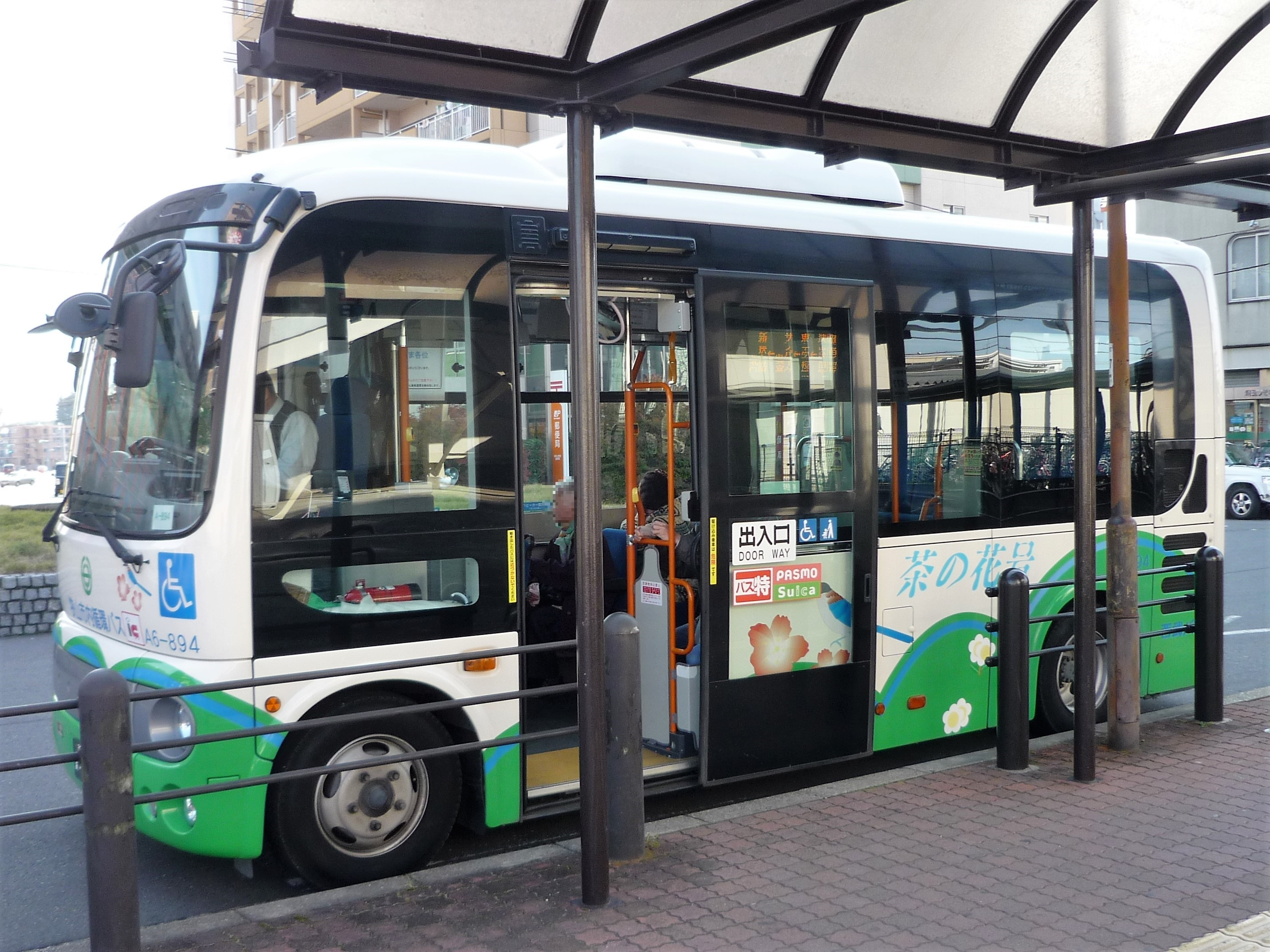
狭山市内循環バス「茶の花号」側面（A6-894）
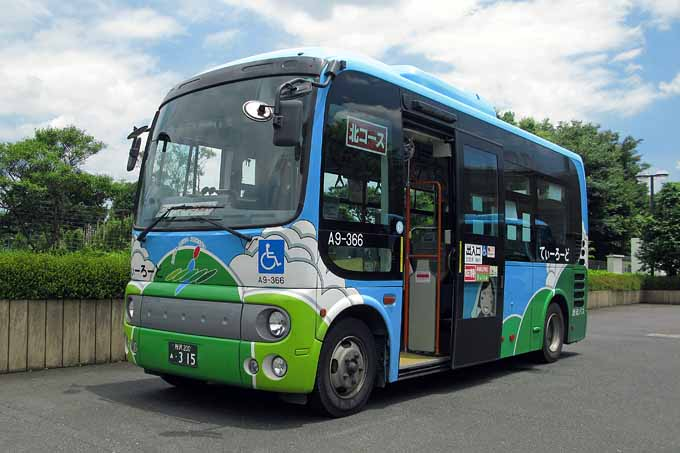
入間市内循環バス「てぃーろーど」（A9-366）